# Fannia scutellaris
Fannia scutellaris är en tvåvingeart som beskrevs av Xue, Wang och Feng 2001. Fannia scutellaris ingår i släktet Fannia och familjen takdansflugor.
Artens utbredningsområde är Sichuan (Kina). Inga underarter finns listade i Catalogue of Life.